# Mölbling
Mölbling (fino al 1956 Rabing) è un comune austriaco di 1 313 abitanti nel distretto di Sankt Veit an der Glan, in Carinzia. Nel 1973 ha inglobato il comune soppresso di Meiselding.

## Monumenti e luoghi di culto
- Castello di Rastenfeld, nella omonima frazione.